# Shriti Vadera
Shriti Vadera, baronne Vadera, née le 23 juin 1962 en Ouganda, est une femme politique puis femme d'affaires britannique. Jusqu'en septembre 2009, elle est ministre du gouvernement britannique. Depuis le mois de mars 2015, elle est présidente de la banque Santander UK.

## Biographie
Elle est née en Ouganda en 1962 au sein d'une famille d'origine indienne. Sa famille est propriétaire d'une petite plantation de thé, mais cette famille doit fuir vers l'Inde en 1972 à la suite de l'expulsion d’Ouganda des Asiatiques par le gouvernement du maréchal Idi Amin Dada. Sa famille gagne ensuite le Royaume-Uni. Elle fait ses études à Northwood Collège avant de mener des études de philosophie, de politique et d'économie au Somerville College, à l'Université d'Oxford.
Durant 14 ans, elle est ensuite employée à la banque d'investissement UBS, où elle conseille notamment les gouvernements des pays en développement, sur l'allégement de leur dette. Elle joue également un rôle dans la privatisation partielle des télécoms en Afrique du Sud. Elle conseille également le chancelier de l'Échiquier, Gordon Brown, entre 1997 et 2007.
En juin 2007, Gordon Brown, devenu premier ministre, la nomme sous-secrétaire d'État parlementaire chargée du Département du Développement international (Department for International Development  ou DfiD). Comme elle n'est pas membre de l'une des chambres du Parlement, elle est faite pair à vie le 11 juillet 2007, avec le titre de Baronne Vadera du Holland Park dans le Royal Borough de Kensington et Chelsea. Stephen Alambritis, de la Fédération des Petites Entreprises, déclare à son propos : “elle fait bouger les choses.”. Six mois plus tard, elle devient secrétaire d'Etat au département des Affaires, de l'Entreprise et de la Réforme de régulation (Department for Business, Enterprise et de la Réforme de la Réglementation ou BERR, qui deviendra ultérieurement le Département des Affaires, de l'Innovation et des Compétences). En octobre 2008, elle est faite Secrétaire parlementaire du Bureau du cabinet. Elle contribue à la création d'un plan de sauvetage bancaire,. Le 24 septembre 2009, il est annoncé qu'elle démissionne en tant que ministre pour prendre un nouveau rôle de conseiller du G20.
En avril 2010, elle quitte les ministères et devient consultante, intervenant notamment sur la restructuration de la restructuration de la dette de Dubaï, et pour la société d'investissement singapourienne Temasek. Elle apporte au monde de la finance internationale sa connaissance du monde politique.
En décembre 2010, elle est nommée à différents conseils d'administration, noytamment de BHP Billiton et AstraZeneca,. En décembre 2011, elle se met en congé de la Chambre des Lords.
En décembre 2014, elle devient Présidente non-exécutive de Santander UK, en remplacement de Terence Burns. Elle rejoint ce conseil d'administration en janvier 2015 et succède à Terence Burns le 30 mars 2015.
En 2016, elle est retenue par la BBC dans son classement des personnalités féminines comme l'une de 100 Women. En 2019, elle est citée par les médias britanniques comme candidate à la succession de Mark Carney au poste de gouverneur de la Banque d'Angleterre. En 2021, Shriti Vadera est nommée présidente de la Royal Shakespeare Company, compagnie théâtrale renommée et historique d'Angleterre, première femme et personne de couleur à occuper ce poste,. En 2023, Ajay Banga, président de la Banque mondiale, nomme Shriti Vadera coprésidente - aux côtés de Mark Carney - du Private Sector Investment Lab.